# Avatha grisescens
Avatha grisescens là một loài bướm đêm trong họ Erebidae.